# Rhogeessa bickhami
Rhogeessa bickhami és una espècie de ratpenat de la família dels vespertiliònids. Viu a Costa Rica, El Salvador, Guatemala, Hondures, Mèxic i Nicaragua. Té una llargada total de 66–78 mm i una major dimensió del crani d'11,22–12,99 mm. Com que fou descoberta fa poc, l'estat de conservació d'aquesta espècie encara no ha estat avaluat formalment. L'espècie fou anomenada en honor del mastòleg John W. Bickham.